# El Piñero
El Piñero is een gemeente in de Spaanse provincie Zamora in de regio Castilië en León met een oppervlakte van 19,71 km². El Piñero telt 242 inwoners (1 januari 2016).

## Demografische ontwikkeling
Bron: INE, 1857-2011: volkstellingen